# صابونية لبدية
صابونية لبدية (الاسم العلمي:Sapindus tomentosus) هي نوع من النباتات تتبع جنس الصابونية من الفصيلة الصابونية.